# Rhachoepalpus pulvurulentus
Rhachoepalpus pulvurulentus är en tvåvingeart som först beskrevs av Ignaz Rudolph Schiner 1868.  Rhachoepalpus pulvurulentus ingår i släktet Rhachoepalpus och familjen parasitflugor. Inga underarter finns listade i Catalogue of Life.